# Finnischer Fußballpokal 1968
Der Finnische Fußballpokal 1968 (finnisch Suomen Cup 1968) war die 14. Austragung des finnischen Pokalwettbewerbs. Er wurde vom finnischen Fußballverband ausgetragen. Das Finale fand am 12. Oktober 1968 im Olympiastadion Helsinki statt. 
Pokalsieger wurde Kuopion PS. Das Team setzte sich im Finale gegen Titelverteidiger Kotkan Työväen Palloilijat mit 2:1 durch und qualifizierte sich damit für den Europapokal der Pokalsieger.
Alle Begegnungen wurden in einem Spiel ausgetragen. Bei unentschiedenem Ausgang wurde das Spiel um zweimal 15 Minuten verlängert. Stand danach kein Sieger fest, wurde das Spiel auf des Gegners Platz wiederholt. Bis zur 2. Runde hatten unterklassige Teams Heimrecht.

## Teilnehmende Teams
Für die erste Hauptrunde waren 50 Vereine der ersten und zweiten Liga direkt qualifiziert. Dazu kamen 14 Mannschaften der dritten und vierten Liga, die nach vier Qualifikationsrunden startberechtigt waren.
| Veikkausliiga (12) | Ykkönen Süd (10) | Ykkönen Ost (9) | Ykkönen West (10) | Ykkönen Nord (9) |
| --- | --- | --- | --- | --- |
| - Haka Valkeakoski - HJK Helsinki - Helsingin Ponnistus - Kokkolan Palloveikot - Kotkan Työväen Palloilijat - Kuopion PS - Lahden Reipas - Mikkelin Palloilijat - Porin Ässät - Turku PS - Upon Pallo Lahti - Vaasan PS | - Hangö AIK - Helsingin Herttua - Helsingin Palloseura - Ilves-Kissat Tampere - Käpylän Urheilu-Veikot - BK-46 Karis - Pallo-Sepot 44 - Tapion Honka - Valkeakosken Koskenpojat | - Jämsänkosken Ilves - Joensuun Palloseura - Kajaanin Haka - Kajaanin Palloilijat - Kotkan Jäntevä - Kuopion Elo - Lahden Palloseura - Lappeenrannan Pallo - Mikkelin Pallo-Kissat - Porvoon Akilles | - Åbo IFK - IF Finströmskamraterna - Pihlavan Työväen Urheilijat - Porin Pallo-Toverit - Tampereen Kisa-Toverit - TaPa Tampere - Tampereen Pallo-Veikot - Turun Pyrkivä - Turun Toverit | - Gamlakarleby BK - FF Jaro - Karihaaran Tenho - Kemin Into - Kokkolan PS - Seinäjoen Sisu - Oulun Palloseura - Oulun Tarmo - Oulun Työväen Palloilijat - Tornion Pallo -47 |
| Maakuntasarja (11) | Maakuntasarja (11) | Maakuntasarja (11) | Maakuntasarja (11) | Aluesarja (3) |
| - Hermannin Pallo - Hyvinkään Palloseura - Imatran Pallo-Salamat | - Jyväskylän Pallokerho - Kronohagens IF - Kuopion Pallotoverit | - Pargas IF - Rovaniemi PS - Uudenkaupungin Roima | - Vasa IFK - Voikkaan Pallo-Peikot | - Drumsö IK Lauttasaari - Jakobstads BK - Kyminlinnan Väkinäiset |

## 1. Runde
|                             | Ergebnis |                            |
| --------------------------- | -------- | -------------------------- |
| Hermannin Pallo             | 3:2      | TaPa Tampere               |
| Tapion Honka                | 0:2      | Åbo IFK                    |
| Hyvinkään Palloseura        | 0:4      | Kronohagens IF             |
| BK-46 Karis                 | 0:5      | Turku PS                   |
| Hangö AIK                   | 3:1      | IF Finströmskamraterna     |
| Pargas IF                   | 1:3      | Helsingin Herttua          |
| Turun Pyrkivä               | 3:6      | Turun Toverit              |
| Tampereen Pallo-Veikot      | 4:1      | HJK Helsinki               |
| Lahden Palloseura           | 8:1      | Tampereen Kisa-Toverit     |
| Lappeenrannan Pallo         | 0:5      | Upon Pallo Lahti           |
| Imatran Pallo-Salamat       | 2:3      | Kuopion Elo                |
| Voikkaan Pallo-Peikot       | 2:1      | Kuopion Pallotoverit       |
| Kyminlinnan Väkinäiset      | 1:2      | Drumsö IK Lauttasaari      |
| Joensuun Palloseura         | 0:4      | Mikkelin Palloilijat       |
| Jakobstads BK               | 5:0      | Tornion Pallo -47          |
| Porin Pallo-Toverit         | 0:1      | Porin Ässät                |
| Käpylän Urheilu-Veikot      | 0:4      | Lahden Reipas              |
| Porvoon Akilles             | 3:4      | Pallo-Sepot 44             |
| Uudenkaupungin Roima        | 1:3      | Valkeakosken Koskenpojat   |
| Pihlavan Työväen Urheilijat | 0:3      | Vaasan PS                  |
| Ilves-Kissat Tampere        | 4:1      | Helsingin Ponnistus        |
| Seinäjoen Sisu              | 2:6      | Jämsänkosken Ilves         |
| Vasa IFK                    | 4:0      | Gamlakarleby BK            |
| FF Jaro                     | 2:1      | Oulun Työväen Palloilijat  |
| Kokkolan PS                 | 1:3      | Kajaanin Palloilijat       |
| Oulun Palloseura            | 4:1      | Kemin Into                 |
| Karihaaran Tenho            | 1:2      | Kokkolan Palloveikot       |
| Rovaniemi PS                | 2:0      | Oulun Tarmo                |
| Jyväskylän Pallokerho       | 0:4      | Haka Valkeakoski           |
| Kotkan Jäntevä              | 0:2      | Helsingin Palloseura       |
| Mikkelin Pallo-Kissat       | 1:5      | Kotkan Työväen Palloilijat |
| Kajaanin Haka               | 0:4      | Kuopion PS                 |

## 2. Runde
|                          | Ergebnis |                            |
| ------------------------ | -------- | -------------------------- |
| Kronohagens IF           | 0:1      | Ilves-Kissat Tampere       |
| Lahden Palloseura        | 2:1      | Lahden Reipas              |
| Vasa IFK                 | 1:2      | Kajaanin Palloilijat       |
| Helsingin Herttua        | 2:4      | Kotkan Työväen Palloilijat |
| Valkeakosken Koskenpojat | 2:1      | Mikkelin Palloilijat       |
| Porin Ässät              | 1:3      | Turku PS                   |
| Jakobstads BK            | 0:1      | Kuopion Elo                |
| Kuopion PS               | 1:0      | Vaasan PS                  |
| Rovaniemi PS             | 4:0      | Oulun Palloseura           |
| Hermannin Pallo          | 2:4      | Åbo IFK                    |
| Voikkaan Pallo-Peikot    | 2:0      | Tampereen Pallo-Veikot     |
| Hangö AIK                | 2:5      | Upon Pallo Lahti           |
| Turun Toverit            | 2:4      | Haka Valkeakoski           |
| FF Jaro                  | 1:4      | Kokkolan Palloveikot       |
| Jämsänkosken Ilves       | 3:4      | Pallo-Sepot 44             |
| Drumsö IK Lauttasaari    | 0:8      | Helsingin Palloseura       |

## 3. Runde
|                            | Ergebnis  |                          |
| -------------------------- | --------- | ------------------------ |
| Ilves-Kissat Tampere       | 0:0 n. V. | Upon Pallo Lahti         |
| Kuopion Elo                | 3:1       | Pallo-Sepot 44           |
| Lahden Palloseura          | 1:0       | Kajaanin Palloilijat     |
| Kotkan Työväen Palloilijat | 2:1       | Haka Valkeakoski         |
| Kuopion PS                 | 4:2       | Valkeakosken Koskenpojat |
| Kokkolan Palloveikot       | 2:0       | Rovaniemi PS             |
| Turku PS                   | 4:0       | Helsingin Palloseura     |
| Voikkaan Pallo-Peikot      | 1:2       | Åbo IFK                  |

### Wiederholungsspiel
|                  | Ergebnis |                      |
| ---------------- | -------- | -------------------- |
| Upon Pallo Lahti | 2:4      | Ilves-Kissat Tampere |

## Viertelfinale
|                            | Ergebnis |                      |
| -------------------------- | -------- | -------------------- |
| Kotkan Työväen Palloilijat | 1:0      | Kokkolan Palloveikot |
| Åbo IFK                    | 4:0      | Lahden Palloseura    |
| Kuopion Elo                | 2:1      | Ilves-Kissat Tampere |
| Kuopion PS                 | 2:0      | Turku PS             |

## Halbfinale
|                            | Ergebnis  |            |
| -------------------------- | --------- | ---------- |
| Kuopion Elo                | 0:0 n. V. | Kuopion PS |
| Kotkan Työväen Palloilijat | 4:0       | Åbo IFK    |

### Wiederholungsspiel
|            | Ergebnis |             |
| ---------- | -------- | ----------- |
| Kuopion PS | 4:1      | Kuopion Elo |

## Finale
| Paarung    | Kotkan Työväen Palloilijat – Kuopion PS |
| Ergebnis   | 1:2 (1:0) |
| Datum      | 12. Oktober 1968 |
| Stadion    | Olympiastadion, Helsinki |
| Zuschauer  | 3.521 |
| Tore       | 1:0 Arto Tolsa (35.) 1:1 Antero Kostilainen (66.) 1:2 Heikki Tirkkonen (75.) |
| Kuopion PS | Veli Pohjolainen – Pertti Hänninen, Pekka Mäkelä, Matti Väänänen – Matti Terästö, Matti Tirkkonen, Pekka Louesola – Antero Kostilainen, Eero Rissanen, Teuvo Korpinen, Heikki Tirkkonen. |